# Велосипед з гідравлічним приводом

Принцип роботи пластинчастого насоса (турбіни)

Велосипед з гідравлічним приводом — клас велосипедів, у яких для передачі крутного моменту від кареткового вузла до колеса відбувається через гідравлічну систему замість ланцюга.
Гідравлічна система складається з насоса, турбіни (гідромашини) і трубопроводів. Як насоси також можуть використовуватися гідромашини різноманітних конструкцій, наприклад, пластинчаста гідромашина.